# Шарль Морель
Шарль Морель (фр. Charles Morel) — один из центральных и наиболее отрицательных персонажей цикла романов Марселя Пруста «В поисках утраченного времени» (далее — «Поиски»).

## Шарль Морель в «Поисках»
Шарль Морель — сын камердинера, служившего в детские годы Рассказчика у его двоюродного деда Адольфа. Скрипач с консерваторским образованием, Морель ведёт в «Поисках» свою «партию»: это и этапы его профессиональной карьеры, и карьеры тоже «профессиональной», но в ином смысле — не как музыканта, а как объекта предосудительных стремлений окружающих. На любовном поприще он обретает богатое содержание у барона де Шарлю, затем — у маркиза де Сен-Лу. Вслед за г-жой Вердюрен в свете Мореля именовали на английский манер — Чарли; в мире теневом он получил прозвище «Бобетта». Его связывают любовные отношения и с женщинами-лесбиянками, например, с артисткой Леа (причём обращалась она к Морелю, как к женщине). Пруст в своих подготовительных «Тетрадях», обращая внимание на подобную тему в стихотворении Бодлера «Лесбос», так определил специфическую роль своего персонажа: связь «между Содомом и Гоморрой в последних частях моего произведения… я доверил одному скоту, Шарлю Морелю (впрочем, именно скотам обычно достаётся эта роль), похоже, что сам Бодлер был „затронут“ ею совершенно исключительным образом. До чего же интересно было бы знать, почему Бодлер избрал её и как исполнил. То, что понятно у Шарля Мореля, остаётся глубоко таинственным у автора „Цветов зла“».
Впервые Рассказчик сталкивается с Морелем (красивым и самодовольным восемнадцатилетним юношей, одетым роскошно, но безвкусно), когда тот передаёт ему «фотографии знаменитых актрис и высокого полёта кокоток», принадлежавшие умершему деду Адольфу. Затем в Донсьере и курортном Бальбеке Рассказчик оказывается свидетелем знакомства барона де Шарлю с Морелем и их приезда на виллу к Вердюренам. «Морель, появившийся вслед за де Шарлю, подошёл ко мне поздороваться… Я понял, что ему что-то от меня нужно. И в самом деле, он отвёл меня в сторону и на сей раз заговорил со мной подчеркнуто учтиво: „Осмелюсь просить вас о величайшем одолжении: будьте добры, ничего не говорите госпоже Вердюрен и её гостям, какие обязанности исполнял мой отец у вашего дедушки“». Как только Рассказчик выполнил своё обещание, «почтительность» Мореля исчезла: «я уже в тот вечер пришёл к убеждению, что он человек подлый, что в случае чего он не остановится ни перед чем и что чувство благодарности ему не свойственно».
В Бальбеке барон почти не расставался с Морелем, и тот «вёл себя нахально, так как чувствовал, что де Шарлю весь в его власти». Получая от барона огромное содержание, Морель не чурался и мелких заработков, согласившись провести за 50 франков ночь с принцем Германтским. «Этот малый, ради денег готовый на всё, причем его никогда не мучила совесть… способный, если это было ему выгодно, причинить горе, даже облечь в траур целые семьи; этот малый, для которого не было ничего выше денег; малый, лишенный не только чувства добра, но даже самой простой гуманности, — этот малый выше денег ставил только свой диплом первой степени, который он получил по окончании консерватории».
В Париже Морель, посещавший с де Шарлю сводника Жюпьена, ухаживал, или, скорее делал вид, что ухаживает за племянницей бывшего жилетника, и вскоре решил жениться на ней. Скрипач предпочёл, чтобы его содержала племянница Жюпьена, чем навязчивый де Шарлю — это предоставляло ему больше свободы, «а также большой выбор среди разных женщин, как среди совсем новеньких мастериц, которых племянница Жюпьена по его приказу заставляла бы развратничать с ним, так и среди богатых дам, у которых он будет выуживать деньги». Однако их браку помешал один из приступов неврастении Мореля, когда он набросился с площадной бранью на влюблённую в него девушку. В тот же день Рассказчик стал свидетелем минутного раскаяния Мореля, но уже вечером, после концерта у Вердюренов, Морель выступил с ними в заговоре против своего покровителя де Шарлю. Позже Рассказчик узнал, что у Мореля тогда появился другой любовник — маркиз де Сен-Лу, тративший «на Чарли изрядные деньги».
В начале мировой войны Морель продолжал появляться у г-жи Вердюрен, хотя от службы освобождён не был. «Он просто-напросто не явился в полк и, следовательно, считался дезертиром, но никто об этом не знал». Затем дезертира арестовали, но вскоре отпустили из-за связи с погибшим Сен-Лу: «Ради памяти погибшего генерал добился, чтобы Морель не был наказан, но просто отправлен на фронт, там он проявил себя как герой, сумел избежать всех опасностей и по окончании войны вернулся с крестом». В финале «Поисков», на приёме у новой принцессы Германтской (в прошлом г-жи Вердюрен), среди гостей «находился один весьма примечательный человек, который только что выступил на знаменитом процессе со свидетельством, убедительность которого основывалась единственно на его высоком нравственном облике, перед которым преклонились и судьи, и адвокаты, в результате чего были осуждены двое. Когда он вошёл, по гостиной пробежал шепоток любопытства и почтительности. Это был не кто иной, как Морель».
Прототипом образа Шарля Мореля был некий польский скрипач, на которого барон Альбер-Агапий Доазан (1840—1907, один из прототипов де Шарлю) потратил целое состояние. Первые наброски к образу Мореля встречаются в описаниях пианиста Луазеля из незавершённого романа Пруста «Жак Сантёй».

## В экранизациях
- Венсан Перес — «Обретённое время» Рауля Руиса (1999).
- Венсан Эден — «В поисках утраченного времени» Нины Компанеец (2011).